# Cantó de Saint-Genest-Malifaux
El cantó de Saint-Genest-Malifaux és un cantó francès del departament del Loira, situat al districte de Saint-Étienne. Té 8 municipis i el cap és Saint-Genest-Malifaux.

## Municipis
- Le Bessat
- Jonzieux
- Marlhes
- Planfoy
- Saint-Genest-Malifaux
- Saint-Régis-du-Coin
- Saint-Romain-les-Atheux
- Tarentaise

## Història
| Data d'elecció                           | Identitat             | Partit         | Qualitat |
| ---------------------------------------- | --------------------- | -------------- | -------- |
| 1945-1961                                | M. Courbon-Lafaye     | Divers droite  |          |
| 1961-1967                                | Dr Meyrieux           | Divers droite  |          |
| 1967-1979                                | Jean-Charles Stribick | Divers droite  |          |
| 1979-2004                                | Daniel Mandon         | UDF            |          |
| 2004-                                    | Jean Gilbert          | Sense etiqueta |          |
| les dades anteriors no són pas conegudes |                       |                |          |
|                                          |                       |                |          |

## Demografia
| A partir de 1990: Població sense dobles comptes |